# Régis Delépine
Régis Delépine es un antiguo ciclista francés, nacido el 22 de diciembre de 1946 en La Bohalle.
Fue profesional de 1970 a 1980 donde ganó una etapa del Tour de Francia 1977 y la Burdeos-París en 1974 entre otras carreras. Puso fin a su carrera deportiva en 1980.

## Palmarés
| 1969 - 1 etapa del Tour del Porvenir 1972 - 1 etapa de la Dauphiné Libéré 1973 - París-Camembert - 1 etapa del Tour d'Indre-et-Loire 1974 - Burdeos-París (ex-equo con Herman Van Springel) - 1 etapa del Tour d'Indre-et-Loire 1975 - Circuit de l'Indre | 1976 - 1 etapa del Tour del Mediterráneo - 2 etapas del Circuito de la Sarthe 1977 - 1 etapa del Tour de Francia - París-Bourges 1980 - Circuit de l'Indre - 1 etapa del Tour de l'Oise |

## Resultados en las grandes vueltas
| Carrera         | 1970 | 1971 | 1972 | 1973 | 1974  | 1975 | 1976 | 1977 | 1978 | 1979 | 1980 |
| --------------- | ---- | ---- | ---- | ---- | ----- | ---- | ---- | ---- | ---- | ---- | ---- |
| Giro de Italia  | -    | -    | -    | -    | -     | -    | -    | -    | -    | -    | -    |
| Tour de Francia | Ab.  | Ab.  | 76.º | 82.º | 101.º | 77.º | -    | Ab.  | 76.º | -    | -    |
| Vuelta a España | -    | Ab.  | -    | -    | -     | -    | -    | -    | -    | -    | -    |
| Mundial en Ruta | -    | -    | -    | -    | -     | -    | -    | -    | -    | -    | -    |

-: no participa

Ab.: abandono